# 貴格斯特里特 (紐約州)
貴格斯特里特（英語：Quaker Street）是位於美國紐約州斯克內克塔迪縣的非建制地區。

## 歷史
貴格斯特里特的郵局於1837年設立，其後於1995年停運。

## 地理
貴格斯特里特所處的海拔為高於海平面310米（即1017英呎），而該地所採用的時區為UTC-5，即北美东部时区（EST）。同時該地設有夏令時間，為UTC-5調快一小時，即UTC-4（EDT）。